# بن عبدالمالک رمضان (استان مستغانم)
بن عبدالمالک رمضان (استان مستغانم) (به عربی: بن عبد المالک رمضان) یک شهرداری در الجزایر است که در ناحیه سیدی لخضر واقع شده‌است. بن عبدالمالک رمضان ۱۲٬۵۷۷ نفر جمعیت دارد.